# Танасевич Осип

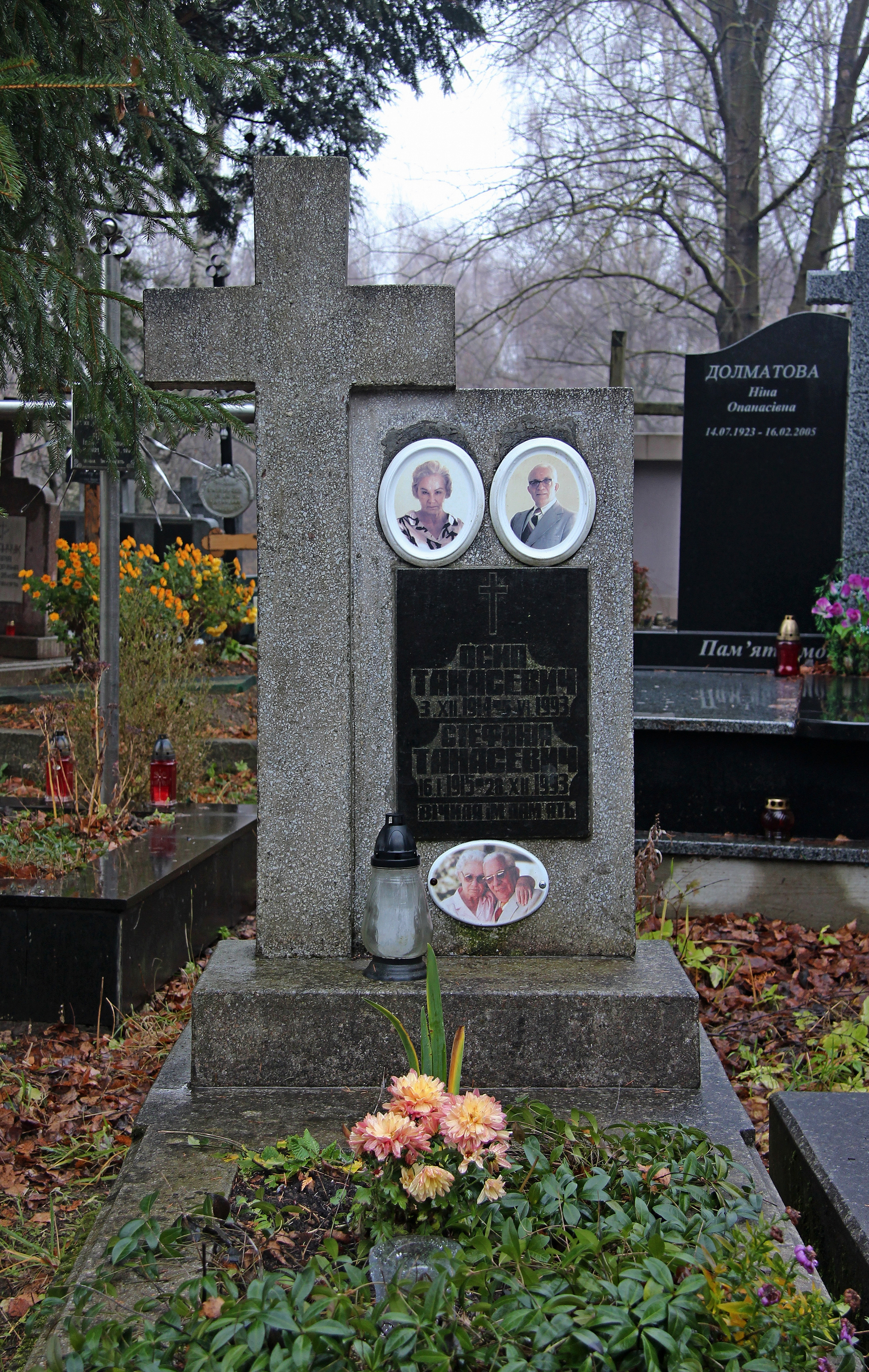

Осип Танас́евич (3 грудня 1914, с. Тарнавка, нині Чортківського району Тернопільської області — 5 червня 1993, м. Львів) — український художник.

## Життєпис
Народився 1914 року, у селі Тарнавка Чортківського району Тернопільської області, нині Україна. Від 1941–1944 року був професором Торговельної школи в Бучачі, де викладав малярство. Згодом, коли доля змусила його покинути Україну, усі свої здібності музики й мистецтва передав молоді Німеччини. а відтак в Америці, у Фініксі. Засновник СУМА. Організував музичний гурток, хор, драматичний гурток при СУМА, курси кераміки та різьби. Підготовляв різні імпрези, доповіді, розвивав культурний осередок Фініксу. Останні кілька років, з огляду на стан здоров'я, разом із дружиною Стефанією, оселився у гірській околиці Стробсрі недалеко Фініксу. Згодом переїжджає разом із дружиною на Україну, де 5 червня 1993 року помер.
Похований 7 червня 1993 році на Голосківському кладовищі.

## Творчість
Студіював малярство у м. Львові та Німеччині. На еміграції — у США (штат Аризона). Мав виставки в містах Торонто (Канада), Філадельфія, Нью-Йорк (обидва — США).